# Pachyrhamma
Pachyrhamma is een geslacht van rechtvleugeligen uit de familie grottensprinkhanen (Rhaphidophoridae). De wetenschappelijke naam van dit geslacht is voor het eerst geldig gepubliceerd in 1888 door Brunner von Wattenwyl.

## Soorten
Het geslacht Pachyrhamma omvat de volgende soorten:
- Pachyrhamma chopardi Karny, 1935
- Pachyrhamma delli Richards, 1954
- Pachyrhamma edwardsii Scudder, 1869
- Pachyrhamma fusca Richards, 1959
- Pachyrhamma giganteum Richards, 1962
- Pachyrhamma longicauda Richards, 1959
- Pachyrhamma ngongotahaensis Richards, 1961
- Pachyrhamma spinosa Richards, 1961
- Pachyrhamma tuarti Richards, 1961
- Pachyrhamma uncata Richards, 1959
- Pachyrhamma unicolor Salmon, 1948
- Pachyrhamma waipuensis Richards, 1960
- Pachyrhamma waitomoensis Richards, 1958